# 間一発
『間一発』（かんいっぱつ）は、meiyoの1作目の配信限定EP。2022年5月6日にVirgin Musicより各音楽配信サービスにてリリースされた。

## 概要
初のEPにして、メジャーデビュー後初となるアルバム作品。前作『羊の皮をかぶった山羊』以来約4年2か月ぶりのアルバムリリースとなった。
メジャーデビュー後にリリースされたシングル3曲と新曲2曲で構成されている。今作のジャケットは「チャイニーズブルー」のジャケットやMVを手掛けた葛飾出身が担当している。

## 収録内容
| 全作詞・作曲・編曲: meiyo。 |                                |       |            |      |
| #                           | タイトル                       | 作詞  | 作曲・編曲 | 時間 |
| 1.                          | 「なにやってもうまくいかない」 | meiyo | meiyo      | 2:28 |
| 2.                          | 「レインボー！」               | meiyo | meiyo      | 1:33 |
| 3.                          | 「チャイニーズブルー」         | meiyo | meiyo      | 2:10 |
| 4.                          | 「クエスチョン」               | meiyo | meiyo      | 2:49 |
| 5.                          | 「あとがき」                   | meiyo | meiyo      | 3:00 |
| 合計時間:                   | 合計時間:                      | 12:00 |            |      |

## タイアップ
レインボー！
フジテレビ系列「サスティな!〜こんなとこにもSDGs〜」テーマソング
チャイニーズブルー
テレビ東京系列『鉄オタ道子、2万キロ』オープニング・テーマ